# کالیداسو
کالیداسو (به انگلیسی: Kalidasu) فیلمی محصول سال ۲۰۰۸ و به کارگردانی جی راویچاران ردی است. در این فیلم بازیگرانی همچون سوشانت و تمنا باتیا ایفای نقش کرده‌اند.